# サウス・コースト・リーグ
サウス・コースト・リーグ（South Coast League）は、アメリカ合衆国で活動していたプロ野球の独立リーグ。

## 歴史
2006年10月に創設され、2007年からリーグ戦を開始した。
2007年のリーグ戦終了後、最高責任者が辞職。僅か1年で、リーグは解散した。

## リーグ構成球団
| チーム名                                 | 英語表記                 | 本拠地                         | 備考 |
| ---------------------------------------- | ------------------------ | ------------------------------ | ---- |
| アンダーソン・ジョーズ                   | Anderson Joes            | サウスカロライナ州アンダーソン |      |
| エイケン・フォックスハウンズ             | Aiken Foxhounds          | サウスカロライナ州エイケン     |      |
| サウスジョージア・ピーナッツ             | South Georgia Peanuts    | ジョージア州オールバニ         |      |
| シャーロットカウンティ・レッドフィッシュ | Charlotte County Redfish | フロリダ州ポートシャーロット   |      |
| ブレイデントン・ジュース                 | Bradenton Juice          | フロリダ州ブレイデントン       |      |
| メイコン・ミュージック                   | Macon Music              | ジョージア州メイコン           |      |